# Ислам, Луиза Али-Заде
Луиза Ислам Али-Заде (узб. Luiza Islom Ali-Zade; род. 10 февраля 1971 года, Ташкент, Узбекистан) — узбекская оперная певица в диапазоне меццо-сопрано. В 2008 году получила «Золотой софит» за «Лучшую женскую роль в музыкальном театре».

## Биография
Луиза родилась 10 февраля 1971 года в Ташкенте. Начала учиться пению в музыкальном училище имени Хамзы в Ташкенте (ныне Республиканский государственный музыкальный колледж имени Хамзы Хакимзаде Ниязи), затем в Санкт-Петербургская консерватория имени Н. А. Римского-Корсакова. Позже училась в Штутгартской высшей школе музыки и театра. Среди её профессоров были Константин Плющников, Сильвия Гешти, Конрад Рихтер, Том Краузе, Джульетта Симионато, Ламара Чкония и Федора Барбьери.
Свою оперную карьеру Луиза начала в театре «Зазеркалье» в Санкт-Петербурге, где она также развивала актёрское мастерство под руководством режиссёра Александра Петрова и дирижёра Павла Бубельникова.
Луиза выступала во многих европейских оперных театрах, в том числе в Венской народной опере, Гамбургском оперном театре, Оперном театре Копенгагена и Немецкой опере, а также в Большом театре Женевы, Театре Капитолия Тулузы, Королевской опере Валлонии и в других оперных театрах исполняла различные партии. Участвовала в разных фестивалях.
В 1999 году Луиза вместе с Лионским национальным оркестром под управлением Тортелье исполнила премьеру произведения французского композитора Филипа Эрсана «Пейзаж с Руиной», которое было ей посвящено композитором. После этого записывалась на радио во многих странах Европы.
В 2011 году выступила с концертом на открытии нового оперного театра в Батуми. Луиза также написала либретто и поставила оперу «Сердце мальчика из Пермонта» на музыку Владимира Генина, которая позже была воспроизведена в кино.

## Награды
- «Золотой софит» за «Лучшую женскую роль в музыкальном театре» (2008)[4][5]
- третье место на Международном музыкальном конкурсе ARD
- вторая премия на Международном конкурсе вокалистов «Бельведер» имени Ганса Габора